# Tiélé
Tiélé is een gemeente (commune) in de regio Koulikoro in Mali. De gemeente telt 18.500 inwoners (2009).